# Заварыкин, Фёдор Николаевич
Фёдор Никола́евич Завары́кин (9 [21] февраля 1835, Санкт-Петербург — 17 [30] апреля 1905, усадьба Тарасково, Тверская губерния) — русский врач, гистолог, ординарный профессор и академик Военно-медицинской академии по кафедре нормальной гистологии.

## Биография
Родился 9 (21) февраля 1835 года в семье дворового крепостного; воспитывался в семье вольноотпущенника в Воронеже. Среднее образование получил в воронежском уездном училище и воронежской гимназии, которую окончил с золотой медалью. В 1854 году поступил в медико-хирургическую академию, курс которой в 1859 году окончил с золотой медалью и был оставлен при ней для научного совершенствования. 
В 1862 году получил степень доктора медицины и был командирован за границу на два года. С 1867 года — адъюнкт-профессор кафедры нормальной гистологии в академии, затем ординарный профессор и академик. 
Ф. Н. Заварыкину принадлежал ряд весьма ценных исследований, из которых особо обратило на себя внимание не только в России, но и за границей исследование о роли белых кровяных шариков в борьбе с заразными болезнями. Были также напечатаны его лекции: «Общая гистология» (СПб., 1879. — 130 с.) и «Частная гистология» (СПб., 1879. — 272 с.).